# Levan od Kartlije
Levan (gruz.: ლევანი), poznat i pod muslimanskim imenom Šah-Koli Kan (perzijski: شاه قلی سلطان, romanizirano; rođen oko 1653. – 30. svibnja 1709.) bio je gruzijski kraljevski princ (batonišvili) i četvrti sin kralja Kartlije, Šahnavaza (Vahtanga V.) Bio je naslovni kralj Kartlije 1709. godine.
Godine 1675. Levan je potvrđen za regenta Kartlije tijekom odsutnosti njegovog vladajućeg brata Đure XI. (Gurgin Kana) na perzijskoj vojnoj službi u Afganistanu. Pozvan u Isfahan 1677. godine, morao je prihvatiti islam i uzeti ime Šah-Kuli Kan. Nakon toga imenovan je naibom Kermana u Iranu. Kao zapovjednik gruzijskih pomoćnih snaga osigurao je istočne provincije Perzijskog Carstva od pobunjenih plemena Baludži od 1698. do 1701. godine. Kratko je 1703. godine ponovno bio regent za svog odsutnog brata u Kartliji. Kao nagradu za vojnu službu, šah Husein je 1703. godine imenova Levana divanbegom (vrhovnim sucem) Perzije, a njegovog sina Kajhosra (Husrav Kana), darugom (tj. županom) Isfahana.
Tijekom svoje vladavine u Kartliji bio je pokrovitelj katoličkim misionarima na Kavkazu. Također je poticao znanstvene aktivnosti u Gruziji i pomogao svom rođaku Sulhan-Sabi Orbelianiju stvoriti gruzijski rječnik koji se još uvijek često koristi u Gruziji. Iako je službeno prešao na islam, Levan je u tajnosti ostao potajno kršćanin katolik i sastavljao molitve svetom Ivanu Krstitelju, svetom Petru, svetom Pavlu i drugim kršćanskim svecima.

## Brakovi i djeca
Levan se ženio dva puta. Oženio se, 1672. godine, Tutom, kćerkom Kajhosroa I. Gurielija, princa od Gurije. Umrla je 11. listopada 1678. godine. Njihova djeca su:
- Kajhosro (1. siječnja 1674. – 27. rujna 1711.), kralj Kartlije;
- Vahtang V. (15. rujna 1675. – 26. ožujka 1737.), kralj Kartlije;
- David (1676. – 1703.);
- Domencije IV. (1677. – 1741.), Katolikos-patrijarh Gruzije
- Princeza Hvarazme (1678. – 1710.), žena princa Sadzverela Čidžavadzea (umro 1708.)

Levan se oženio Tinatinom (oko 1655. – 1708.), kćerkom gruzijskog plemića Giorgija Avališvilija, 1680. godine, nakon Tutine smrti. Prije toga bila je udata za princa Jotama Palavanhosrošvilija (1658. – 1709.), s kojim je imala sina Bežana, čija će se kći Ana-Hanum udati za kralja Teimuraza II. kao njegova druga supruga 1746. Tinatin je rodila Levanu nekoliko djece:
- Jese  (1680. – 1727.), kralj Kartlije;
- Svimon (1683. – 1740.), regent Kartlije;
- Teimuraz (umro 1710).
- ? Aleksandar (umro 1711), general u safavidskoj službi, za kojeg se inače smatralo da je sin Levanova brata Luarsaba.:

Levan je također imao i nekoliko djece s nepoznatim konkubinama:
- Rostom (Rustam Kan; umro 8. ožujka 1722.), general u safavidskoj vojsci;
- Toma (1688. – 1703.);
- Konstantin (umro 1756.), koji se 1725. oženio izvjesnom Hvaramze;
- Adarnaz (Afanasy) (15. studenog 1707. – 31. ožujka 1784.), general u ruskoj vojsci;
- Princeza Horešan